# William de Bondington
William de Bondington est un prélat écossais mort le 10 novembre 1258.
Archidiacre de Lothian, William de Bondington devient chancelier au service du roi Alexandre II en 1231. Il est élu évêque de Glasgow entre mai 1232 et juin 1233 et reçoit la consécration épiscopale le 11 septembre 1233 des mains de l'évêque de Moray Andreas de Moravia en la cathédrale de Glasgow.
Il est inhumé à l'abbaye de Melrose.